# سارة نوكس تايلور
سارة نوكس تايلور (بالإنجليزية: Sarah Knox Taylor)‏ (و. 1814 – 1835 م) هي من الولايات المتحدة الأمريكية، وهي الزوجة الأولى لرئيس الولايات الكونفدرالية الأمريكية جيفيرسون ديفيس، وأبنه الرئيس الثاني عشر للولايات المتحدة زكاري تايلور